# Catephia mesonephele
Catephia mesonephele là một loài bướm đêm trong họ Erebidae.